# 鄜州
鄜州，又作敷州。隋朝以后始专作鄜州。
北魏太和十五年（491年），于杏城置东秦州（今陕西省黄陵县西南），北魏正光二年（521年）改名北华州，西魏废帝三年（554年）改北华州置敷州，治所在中部县（今陕西省黄陵县西南）。隋朝大业二年（606年）改鄜州，大业三年（607年）以州为郡改鄜城郡，寻又改为上郡，郡治迁往洛交县（今陕西省富县）。
唐朝武德元年（618年）复为鄜州。治所在洛交县，领六县：洛交县、三川县、伏陆县、洛川县、中部县、鄜城县。辖境约当今陕西省甘泉县以南，宜君县及黄陵县以北洛河中游地区。武德二年（619年），分中部、鄜城二县设坊州（治所在中部县），辖境后缩小为今甘泉县、富县及洛川北部地地区。天宝元年（742年）改为洛交郡，乾元元年（758年）复为鄜州。
北宋属永兴军路。金属鄜延路。元至元六年（1269年），坊州废，以中部、宜君二县来属，辖境扩大到富县以南，铜川金锁关以北的洛河中游，西南境至今旬邑马栏镇、铜川玉华宫。属延安路。明朝时，属延安府。清朝雍正三年（1725年）升为鄜州直隶州，直属陕西省。1913年降州为县。今名富县。
| 州 | 敷州          | 敷州          | 郡 | 上郡                               |
| 郡 | 内部郡        | 敷城郡        | 县 | 内部县 三川县 鄜城县 洛川县 洛交县 |
| 县 | 内部县 三川县 | 敷城县 洛川县 | 县 | 内部县 三川县 鄜城县 洛川县 洛交县 |

唐朝鄜州刺史
- 梁礼（619年）
- 史万宝（都督，贞观初年）
- 郭澄（贞观年间）
- 张亮（都督，632年）
- 田德平（都督，633年）
- 李泰（大都督，633年）
- 皇甫无逸（大都督府长史，633年）
- 房仁裕（都督，635年左右）
- 尉迟敬德（都督，639年—642年）
- 王湛（贞观年间）
- 李元景（643年—653年）
- 李福（654年－657年）
- 李上金（659年）
- 李元祥（664年）
- 郝处杰（唐高宗时）
- 韦吉甫（678年）
- 卢玢（武周时）
- 刘仁景（长寿年间）
- 窦孝谦（武周时）
- 韦巨源（695年）
- 林游楚（武周时）
- 尹思贞（705年－706年）
- 唐贞休（711年）
- 韩思复（714年）
- 元思温（开元年间）
- 杨执一（725年—726年）
- 马正会（开元年间）
- 吕元悟（729年）
- 王晞（开元年间）
- 杨九思（开元年间）
- 崔贞敏（开元年间）
- 韦绳（开元末年）
- 裴怦（洛交郡太守，天宝年间）
- 段怀本（洛交郡太守，天宝年间）
- 杜冕（760年—765年）
- 成公意（762年）
- 张麟（765年）
- 李建徽（779年—781年，783年—784年）
- 论惟良（781年—783年）
- 李晟（784年）
- 戴休颜（784年）
- 唐朝臣（784年—786年）
- 论惟明（786年—787年）
- 王栖曜（788年—802年）
- 刘公济（802年—804年）
- 裴玢（804年—808年）
- 路恕（808年—811年）
- 元义方（812年—813年）
- 薛伾（813年）
- 裴武（813年）
- 李铦（813年—817年）
- 韩公武（817年—819年）
- 韩璀，改名韩充（820年—822年）
- 王承元（822年）
- 崔从（822年—824年）
- 康艺全（824年—827年）
- 何文哲（827年—830年）
- 丘直方（830年—832年）
- 史孝章（832年—835年）
- 赵儋（835年）
- 萧洪（835年—836年）
- 傅毅（836年）
- 李昌言（839年）
- 李昌元（开成年间）
- 田牟（843年）
- 刘础（843年—846年）
- 李丕（850年）
- 陈君从（851年—852年）
- 李彦佐（852年）
- 侯固（860年—862年）
- 窦璟（866年—869年）
- 李国昌（869年—874年）
- 康传业（乾符年间）
- 李孝昌（？年—881年）
- 东方逵（881年—886年）
- 孙惟晸（886年，未任）
- 李思孝（886年—896年）
- 李思敬（896年—899年）
- 李继颜（899年—901年）
- 李茂勋，更名李周彝（902年）
- 李继璙（902年）
- 李晖（902年）
- 氏叔琮（903年—904年）
- 劉鄩（904年—905年）
- 康怀贞（906年）
- 王行审（907年）